# Diacantha kolbei
Diacantha kolbei es una especie de insecto coleóptero de la familia Chrysomelidae.

## Distribución geográfica
Habita en Bioko y Camerún.